# ベニバナイチヤクソウ
ベニバナイチヤクソウ（紅花一薬草、学名：Pyrola asarifolia subsp. incarnata ）はツツジ科イチヤクソウ属の常緑の多年草。
かつてはイチヤクソウ科とされたが、旧イチヤクソウ科は新しいAPG植物分類体系では全てツツジ科に含められている。

## 特徴
葉に長さ3-5cmの葉柄があり、葉身は円形または卵状楕円形で、長さ3-4.5cm、幅2-3.5cmになる。葉の先端は円く、基部は円いか、やや心形になり、縁には目立たない細かな鋸歯がある。
花期は6-8月上旬。葉の間から長さ15-25cmになる花茎を伸ばし、総状花序をつけ、8-15個の花がつく。花茎は赤みを帯び、1-3枚の広披針形の鱗片葉がある。苞は狭長楕円形で先は急に短くとがる。萼片は5個で離生し、狭卵形で、長さは幅の2倍になり、長さ2-3mm、幅1-1.5mmになる。花は桃色から濃桃色、花弁は5個あり離生して径約13mmの広鐘形になり、下向きに咲く。花柱は湾曲し、長さ6-8mmになり柱頭は小さく5裂する。果実は径約7mmの蒴果になる。
種小名 asarifolia は、「カンアオイ属のような葉の」の意味。

## 分布と生育環境
日本では北海道、本州中部地方以北に分布し、山地帯から高山帯下部の草地、低木林、林縁などに生育する。イチヤクソウ属の他の種と異なり、群生することが多い。世界では朝鮮、中国東北部、シベリア、カムチャツカ、アラスカに分布する。

## シノニム
- Pyrola asarifolia Michx. var. incarnata (DC.) Fernald
- Pyrola asarifolia Michx. var. purpurea (Bunge) Fernald
- Pyrola incarnata (DC.) Fisch. ex Freyn
- Pyrola rotundifolia L. var. incarnata DC.